# T-tubula
Poprečne tubule (T-tubule) su ekstenzije ćelijske membrane koje penetriraju u centar skeletalnih i srčanih mišićnih ćelija. Njihove membrane koje sadrže visoke koncentracije jonskih kanala, transportera, i pumpi, omogućavaju T-tubulama brzu transmisiju akcionog potencijala u ćeliju, a isto tako igraju važnu ulogu u regulaciji ćelijske koncentracije kalcijuma. Putem tih mehanizama, T-tubule omogućavaju ćelijama srčanog mišića da se snažnije konrahuju sinhronizicijom oslobađanja kalcijuma u celoj ćeliji. Na strukturu T-tubula mogu da utiču bolesti, što potencijalno doprinosi zatajenju srca i aritmijama. Mada su ove strukture pri put uočene 1897. godine, istraživanja biologije T-tubula su i dalje aktivna.

## Spoljašnje veze
- Fiziologija na  2/2ch3/communic